# Stadio della Licorne
Lo Stadio della Licorne (in francese Stade de la Licorne, in italiano Stadio dell'unicorno) è uno stadio calcistico situato nella città di Amiens, in Francia. Ospita le partite casalinghe dell'Amiens.

## Storia
L'impianto deriva il proprio nome dall'unicorno (in francese licorne), animale mitologico simbolo della città e del club. Situato nel quartiere di Renancourt, ha preso il posto del vecchio Stadio Moulonguet.
Fu inaugurato il 24 luglio 1999 in occasione della finale di Supercoppa di Francia tra Bordeaux e Nantes.